# 堅果手機U1
坚果手机（或称“坚果手机 U1”）是一款由中国大陆科技公司锤子科技开发，富士康代加工的一款原生搭载64位高通骁龙615（MSM8939）处理器和Smartisan OS 2.0版本的智能手机。坚果手机是锤子科技在继Smartisan T1之后开发的第二款手机，主要的定位群体为年轻人。这款手机于2015年8月25日锤子科技在上海梅赛德斯-奔驰文化中心举办的“锤子科技2015夏季新品发布会”上正式发布。

## 发售
早在2015年5月22日，就可以在工信部网站上找到一款由锤子科技申请的许可证号为02-B217-152089，型号为YQ601，基于Android 4.4.4系统，CPU为最高1.5GHz的8核4G智能手机，这款手机就是现在的坚果手机。
锤子科技在2015年8月25日晚间19:30（实际约20:10正式开始）举行了“锤子科技2015夏季新品发布会”，CEO罗永浩在发布会上正式推出了“坚果手机”。坚果手机发布会上，锤子科技分别于19:30，20:30和21:30提供了三次抢红包的机会，每一轮都有百万现金，单个红包最高金额达 825 元。

## 设计
锤子科技CEO罗永浩在2015年8月25日这款手机的发布会上透露，这次坚果手机的工业设计是完全由这家公司自己完成的，而并没有再像Smartisan T1那样找国外的设计公司。坚果此手机正面采用了据官方宣称是比Smartisan T1面板成本更高的纯白色面板。此手机正面顶侧有内置到听筒的光线感应器和距离感应器，底侧则使用了虚拟的電容按键替换了以前在Smartisan T1中使用的3个实体按键。此手机的顶部只有位于偏右位置的电源按键，手机两侧则采用了对称式的按键设计，并提供了“侧键唤醒屏幕”的支持。此手机的摄像头的被移到了中间，只是并不想突出此摄像头，但由于要传承手机的传统美感，又在摄像头的左边开了一个仅用于装饰的假的圆孔。

## 配置

### 硬件配置
坚果手机原生搭载了64位高通骁龙615（MSM8939）四核A53 1.5GHz + 四核A53 1.0GHz通用处理器，高通 Adreno 405 550MHz图形处理器，2GB运行内存，以及夏普/友达的5.5英寸 1920 x 1080像素分辨率TFT显示屏，三星 1300万像素ƒ/2.2 光圈的后置摄像头，500万像素ƒ/2.2光圈的前置摄像头和2900毫安锂聚合物充电电池。

### 操作系统
坚果手机原生搭载了基于 Android 4.4.4 深度定制的Smartisan OS 2.0操作系统。
下表列出了Smartisan OS 2.0系统的部分新增功能：
- 此系统的联系人应用中打开字母检索表后长按某个字母，即可弹出手机通讯录中这个字母的所有对应姓氏，并支持按多音字的任意读音查找，然后点击某个姓氏即可找到对应的联系人。
- 此系统支持17种语言的名片扫描，名片拍照后即通过OCR自动识别为文字并直接添加到通讯录。
- 此系统加入了系统级的快捷短语输入功能，无论任何应用，只要长按文本输入框，就可以选择并添加预先设好的文字。
- 此系统提供了自动排列桌面图标的功能，支持系统级按图标颜色、应用安装时间或应用使用频率3种方式重新排列图标。
- 此系统支持更换锁屏下方快速启动栏的图标，四指横划锁屏界面还可以快速切换锁屏壁纸。
- 此系统绘制了通用图标，用户可以为第三方应用选择通用图标。
- 此系统提供了仅支持接打电话或收发短信等基础通信功能的省电模式。
- 此系统支持免费网络通话，只要绑定手机号码并开启此功能就可以与同样绑定过手机号码的联系人免费通话。
- 此系统中新的锤子便签2.5，支持将便签内容生成图文网页，并可分享到微信等社交平台，而旧版本只能生成图片并分享到微博。此外，iOS版的锤子便签2.5将于9月上旬发布。
- 此系统新增了滚屏截图功能，支持对一屏无法显示的长页面的完整截图。
- 此系统支持分区域截图，并可以对截图涂鸦标注。并且可以直接分享到社交网络。
- 因为在使用Smartisan T1手机的用户中，39%的人上一部手机是iPhone，所以此系统支持锤子科技为Mac OS X系统开发的SmartFinder文件管理器，在Mac OS X系统中可以方便地实现与此手机之间的文件传输和对此手机的文件管理。
- 此系统的语音搜索功能基于科大讯飞的技术，不再需要连接云端，语音识别与处理均在本地完成。

CEO罗永浩在此手机的发布会上说“锤子做语音搜索的理念是：在人工智能没有实现之前，不假装语音助手，只是做一个语音搜索工具。”
此外，Smartisan OS 2.0将于9月15日正式开放下载，Smartisan T1手机可以免费升级到新版本。

## 背壳
罗永浩在这款手机的发布会直播中曾说过：“美就是生产力”。根据官方说明，此手机还提供了多种可选的单色背壳（后盖）和情怀背壳作为附加配件，并且在更换背壳后系统主题的颜色也会相应变更。此手机在首次发售时官方只发布了“红橙黄绿青蓝紫”这7种颜色的单色背壳，后来在用户的要求下又添加了白色版本，每款单色背壳的售价为49元。此手机的最新一款情怀背壳是2015年9月4日上午10:00发布的为纪念Google生日的“Happy Birthday”情怀背壳，这款背壳的售价为99元，但有用户反映这款背壳发布后一直无货。

## 官方定价
坚果手机的官方定价为：16GB容量899元，32GB容量999元。
锤子科技正在与分期乐合作，为在校大学生提供12个月的无息分期支付服务。